# Procesamiento interactivo
Se denomina procesamiento interactivo a la ejecución de un proceso en un procesador que requiere la interacción con el usuario. Por oposición, se denomina procesamiento por lotes (batch) a la ejecución de un proceso que no requiere la intervención del mismo.
Inicialmente el procesamiento interactivo era soportado en las grandes computadoras (mainframe) por un proceso que se denominaba tiempo compartido, por compartir el tiempo de uso de la CPU entre las distintas terminales.
- Datos: Q6087133